# Prêmio Richard von Mises
O Prêmio Richard von Mises (em inglês:  Richard von Mises Prize) é concedido anualmente pela Gesellschaft für Angewandte Mathematik und Mechanik (GAMM). Criado em 1989, o prêmio é concedido a um jovem cientista (não mais de 36 anos de idade) por notáveis realizações científicas no campo da matemática aplicada e da mecânica. O prêmio é entregue durante a cerimônia de abertura da Reunião Anual do GAMM, onde o vencedor apresentará sua pesquisa em uma palestra plenária. O prêmio visa recompensar e incentivar jovens cientistas cujas pesquisas representam um grande avanço no campo da matemática aplicada e da mecânica.
Richard von Mises foi um matemático austríaco-estadunidense que trabalhou, entre outros, em matemática numérica, mecânica dos sólidos, mecânica dos fluidos, estatística e teoria da probabilidade.

## Recipientes
Os recipientes do prêmio são:
- Alexander Mielke (1989)
- Tobias von Petersdorff (1991)
- Peter Fotin (1992)
- Carsten Carstensen (1995)
- Michael Fey (1995)
- Christiane Tretter (1995)
- Franz Marketz (1996)
- Hermann Nirschel (1997)
- Guido Schneider (1997)
- Valery Levitas (1998)
- Michael Ruzicka (1999)
- Peter Eberhard (2000)
- Udo Nackenhorst (2000)
- Martin Rein (2000)
- Herbert Steinrück (2001)
- Britta Nestler (2002)
- Xue-Nong Chen (2002)
- Barbara Niethammer (2003)
- Mark David Groves (2004)
- Bernd Rainer Noack (2005)
- José A. Carrillo (2006)
- Michael Dumbser (2007)
- Tatjana Stykel (2007)
- Chiara Daraio (2008)
- Daniel Balzani (2009)
- Bernd Schmidt (2009)
- Volker Gravemeier (2010)
- Ulisse Stefanelli (2010)
- Oliver Röhrle (2011)
- Swantje Bargmann (2012)
- Dennis M. Kochmann (2013)
- Christian Linder (2013)
- Irwin Yousept (2014)
- Siddhartha Mishra (2015)
- Dominik Schillinger (2015)
- Josef Kiendl (2016)
- Martin Stoll (2016)
- Benjamin Klusemann (2017)
- Christian Kuehn (2017)
- Marc Avila (2018)
- Dietmar Gallistl (2019)
- Philipp Junker (2019)
- Fadi Aldakheel (2020)
- Elisa Davoli (2020)
- Thomas Berger (2021)
- Silvia Budday (2021)